# Alicja Bachleda
Alicja Bachleda-Curuś (IPA: [aˈlit͡sʲa baˈxlɛda ˈt͡suruɕ]) (Tampico, 12 maggio 1983) è un'attrice e cantante polacca.

## Biografia
Nata a Tampico (Messico), lascia l'America quando i genitori, entrambi professori, decidono di trasferirsi nella città di Cracovia (Polonia). All'età di sei anni debutta nel mondo dello spettacolo con un'esibizione durante un festival musicale polacco; nel 1991 esce il suo primo album e tre anni dopo la giovane Alicja si aggiudica il Grand Prix Award al Youth Song Festival di Częstochowa.
Ben presto alla passione per la musica si accompagna quella per la recitazione: si reca quindi a New York, dove si diploma al Lee Strasberg Theatre and Film Institute. Dopo alcune partecipazioni a piccole produzioni polacche, ottiene un discreto successo in Germania, dove le vengono affidati i suoi primi ruoli da protagonista.
Nel 2007 Roland Emmerich la vuole come attrice principale del film Trade, pellicola che partecipa al Sundance Film Festival. L'anno successivo lavora al fianco del regista irlandese Neil Jordan nel film Ondine - Il segreto del mare, al fianco di Colin Farrell. Inoltre lei è la doppiatrice di Anya Oliwa, personaggio del famoso gioco Wolfenstein: The New Order.

### Vita privata
Il 7 ottobre 2009 ha dato alla luce un bambino, Henry Tadeusz Farrell, nato dalla relazione con l'attore irlandese Colin Farrell, conclusasi poi nell'agosto 2010.

## Filmografia

### Cinema
- Pan Tadeusz, regia di Andrzej Wajda (1999)
- Wrota Europy, regia di Jerzy Wójcik (1999)
- Syzyfowe prace, regia di Pawel Komorowski (2000)
- Herz über Kopf, regia di Michael Gutmann (2001)
- Summerstorm, regia di Marco Kreuzpaintner (2004)
- Comme des voleurs (à l'est), regia di Lionel Baier (2006)
- Trade, regia di Marco Kreuzpaintner (2007)
- Der geköpfte Hahn, regia di Radu Gabrea (2007)
- Ondine - Il segreto del mare (Ondine), regia di Neil Jordan (2009)
- Friendship!, regia di Markus Goller (2010)
- 11 settembre 1683, regia di Renzo Martinelli (2012)

### Televisione
- Na dobre i na złe - serial TV, 37 puntate (2002-2004)
- Il sangue dei templari (Das Blut der Templer), regia di Florian Baxmeyer - film TV (2004)
- Sperling - serie TV, episodio 1x16 (2005)

#### Videogiochi
- Anya Oliwa in Wolfenstein II: The New Colossus

## Doppiatrici italiane
Da doppiatrice è sostituita da:
- Beatrice Caggiula in Wolfenstein II: The New Colossus [1]

## Discografia
- Sympatyczne sny - (1991)
- Nie załamuj się - (1996)
- Marzyć chcę - singolo (1999)
- Klimat - (2001)
- Nie pytaj, nie pytaj mnie - singolo (2002)
- Ich velier mich gern in Dir - (2001)